# Central Saint Martins College of Art and Design

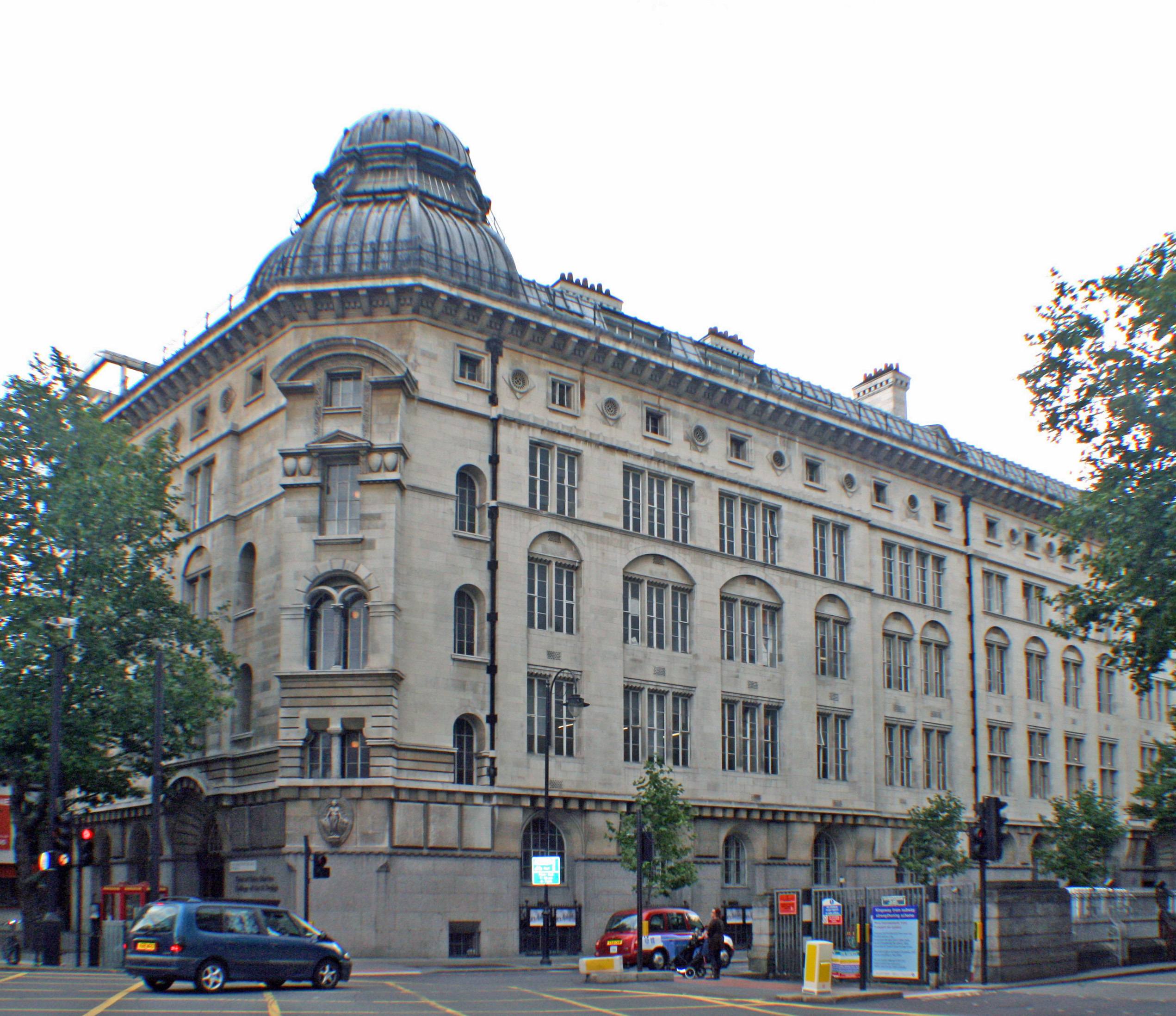
Central Saint Martins College of Art and Design

Central Saint Martins College of Art and Design is een belangrijk opleidingsinstituut voor kunst en design aan de Southampton Row in Londen.
Het instituut ontstond in 1989 uit een fusie tussen de Central School of Art and Design (1896) en Saint Martins School of Art (1854). Central Saint Martins werd in 1986 een onderdeel van het London Institute, dat in 2004 universitaire status en een naamwijziging kreeg: University of the Arts London. Het Drama Centre London (1963) en de Byam Shaw School of Art (1910) werden in 1999 respectievelijk 2003 aan het instituut toegevoegd, waarbij ze evenwel hun onafhankelijke status behielden.
Central Saint Martins omvat de navolgende opleidingen:
- School of Art
- School of Fashion & Textiles
- School of Graphic & Industrial Design
- Drama Centre London
- Byam Shaw School of Art

Central Saint Martins is een onderdeel van de University of the Arts London met het Camberwell College of Arts, het Chelsea College of Art and Design, het London College of Communication, het London College of Fashion en het Wimbledon College of Art.

## Geschiedenis

### Central School of Art and Design
De Central School of Art and Design, voorheen de Central School of Arts and Crafts, werd in 1896 gesticht door de London County Council als opleidingsinstituut voor werkers in de kunstnijverheidsindustrie. De opleiding was bedoeld als centrum waar docenten en studenten binnen de invloed van reeds gevestigde kunstenaars en personeel konden worden gebracht. Deze doelstelling was grotendeels tot stand gekomen onder invloed van de Arts-and-craftsbeweging, met name William Morris en John Ruskin. In 1908 werd de Royal Female School of Art, gesticht in 1842, door de London County Council bij de Central School of Art and Design gevoegd.

### Saint Martins School of Art
Saint Martins School of Art werd in 1854 gesticht door het kerkbestuur van de parochie St. Martin-in-the-Fields. De vicar bekommerde er zich om dat de beroepsopleidingen, waartoe ook de kunstopleiding behoorde, deel zouden uitmaken van de algemene opleidingen, die door de kerk werden gegeven. De school verkreeg in 1859 onafhankelijkheid en werd in 1994 erkend door de London County Council. Saint Martins speelde een belangrijke rol in de ontwikkeling van het kunstonderwijs in Londen en Engeland en werd spoedig een van de belangrijkste kunstopleidingen, waar vele bekende Engelse kunstenaars hun opleiding genoten.

### Drama Centre London
Het Drama Centre London werd in 1963 opgericht door een groep afvalligen van de Central School of Speech and Drama, onder leiding van John Blatchley, Yat Malmgren en Christopher Fettes. De opleiding maakt deel uit van de Conference of Drama Schools.

### Byam Shaw School of Art
De Byam Shaw School of Art, in 1910 opgericht door de kunstenaars Byam Shaw en Vicat Cole als teken- en schilderopleiding, fuseerde in 2003 met Central Saint Martins.

## Museum en galeries
Tot het Central Saint Martins behoren een museum, alsmede de in 1896 gestichte Lethaby Gallery en Window Gallery, die beide tentoonstellingen organiseren uit de eigen historische en hedendaagse collecties boeken, grafisch werk en originele kunst- en designwerken. Het instituut voert een actief beleid om werk van studenten, oud-studenten en docenten te verzamelen.

## Cochrane Theatre
Het Cochrane Theatre is een platform voor eigen en gastproducties met als doel alle aspecten van de toneelkunst te tonen. Het theater bevindt zich naast het instituut aan Southampton Row in Holborn. Het theater dient voornamelijk als podium voor de eigen studenten en oud-studenten van het Drama Centre London.